# Chris Cutler
Chris Cutler (* 4. ledna 1947 Washington, D.C., USA) je britský bubeník a hudební teoretik.
Narodil se v USA, ale v roce 1948 přesídlil spolu se svými rodiči do Anglie. Svou první skupinu založil v roce 1963; hráli coververze skladeb od skupin The Shadows a The Ventures. V letech 1971–1978 hrál ve skupině Henry Cow. V roce 1978 založil vydavatelství Recommended Records. V letech 1978–1981 byl členem skupiny Art Bears a následně hrál deset let ve skupině Cassiber. V letech 1983–1986 hrál s News from Babel a 1987–1989 hrál ve skupině Pere Ubu. Již dříve hrál ve skupině The Pedestrians, kterou vedl frontman Pere Ubu David Thomas. V roce 1997 založil skupinu The Science Group; ta se však rozpadla dva roky po jejím založení. Spolupracoval s mnoha dalšímu hudebníky, mezi které patří i John Greaves, René Lussier, Jean Derome, Tom Cora, Aksak Maboul, The Residents, The Work, Duck and Cover, Les 4 Guitaristes de l'Apocalypso-Bar, Kalahari Surfers, Hail, Biota, Gong nebo Brainville 3. V roce 2009 koncertoval s českou houslistkou Ivou Bittovou.

## Sólová diskografie
- Solo: A Descent Into the Maelstrom (2001)
- Twice Around the World (2005)
- There and Back Again (2006)

## Vystoupení v Československu
Chris Cutler vystoupil na 8. pražských jazzových dnech a to nejprve v duetu s Fredem Frithem (25. května 1979 v Lucerně) a poté se skupinou Art Bears (26. května 1979 tamtéž).